# Émile Léonard Mathieu
Émile Léonard Mathieu (Metz, 15 de maio de 1835 – Nancy, 19 de outubro de 1890) foi um matemático francês.
Conhecido principalmente por seu trabalho em teoria dos grupos e física matemática. Recebem seu nome a equação de Mathieu (também conhecida como equação do pêndulo), os grupos de Mathieu e a transformação de Mathieu.
O asteroide 27947 Emilemathieu foi nomeado em sua homenagem.

## Livros
- Traité de physique mathématique (6 vols.) (Gauthier-Villars, 1873-1890)
- Dynamique Analytique (Gauthier-Villars, 1878)